# کریستیانو رونالدو: جهان زیر پایش
کریستیانو رونالدو: جهان زیر پایش (به انگلیسی: Cristiano Ronaldo: The World at His Feet) یک فیلم مستند اسپانیایی محصول سال ۲۰۱۴ به کارگردانی تارا پیرنیا است. این فیلم زندگی و حرفه فوتبالیست پرتغالی کریستیانو رونالدو را دنبال می‌کند که در زمان انتشار مستند برای باشگاه رئال مادرید اسپانیا بازی می‌کرد. این مستند از طریق ویمیو در ژوئن ۲۰۱۴ منتشر شد.
این مستند توسط بازیگری به نام بندیکت کامبربچ روایت می‌شود.